# Hippotion scrofa
Hippotion scrofa är en fjärilsart som beskrevs av Jean Baptiste Boisduval 1832. Hippotion scrofa ingår i släktet Hippotion och familjen svärmare. Inga underarter finns listade i Catalogue of Life.

## Bildgalleri

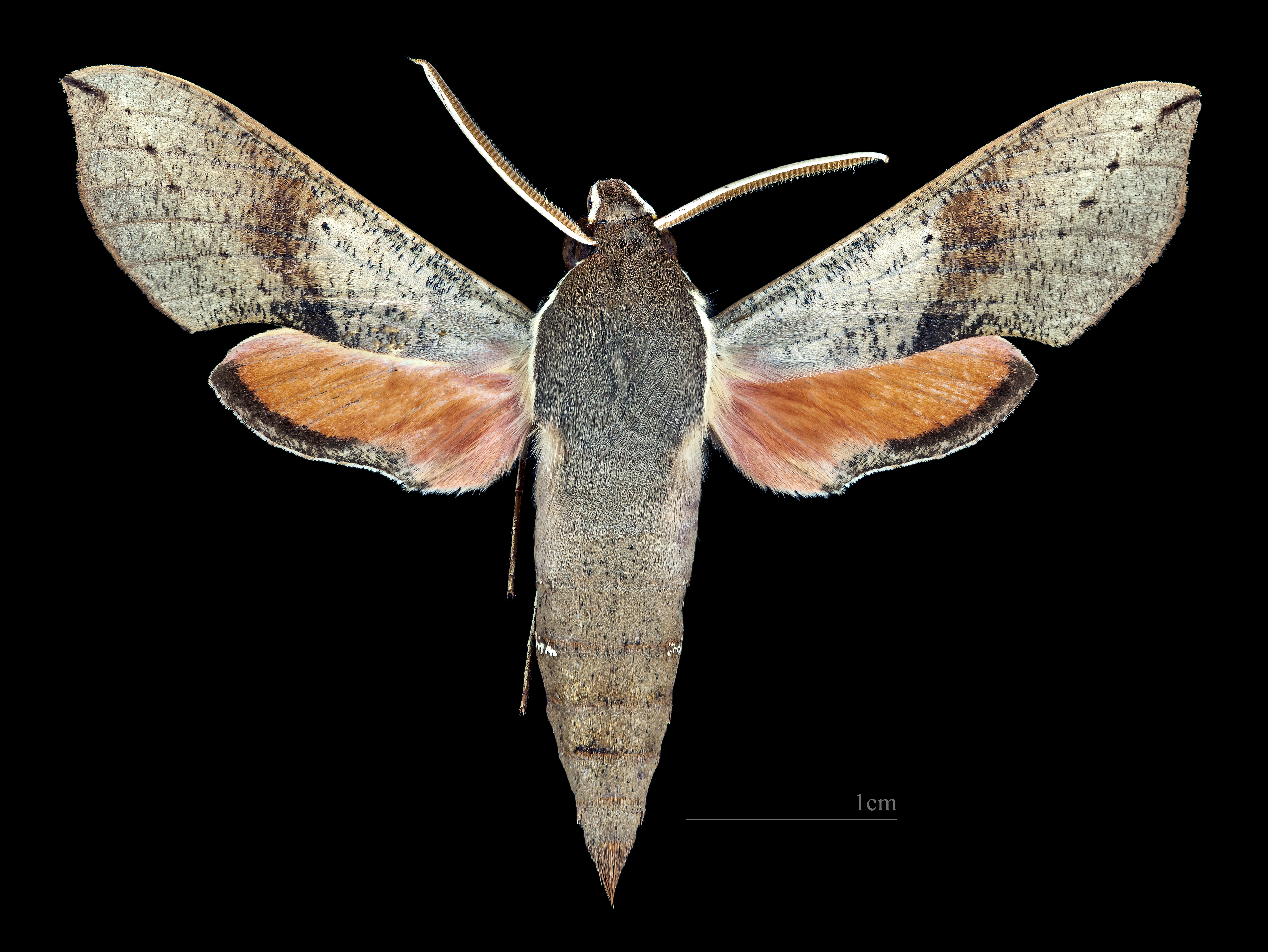
Hippotion scrofa ♂
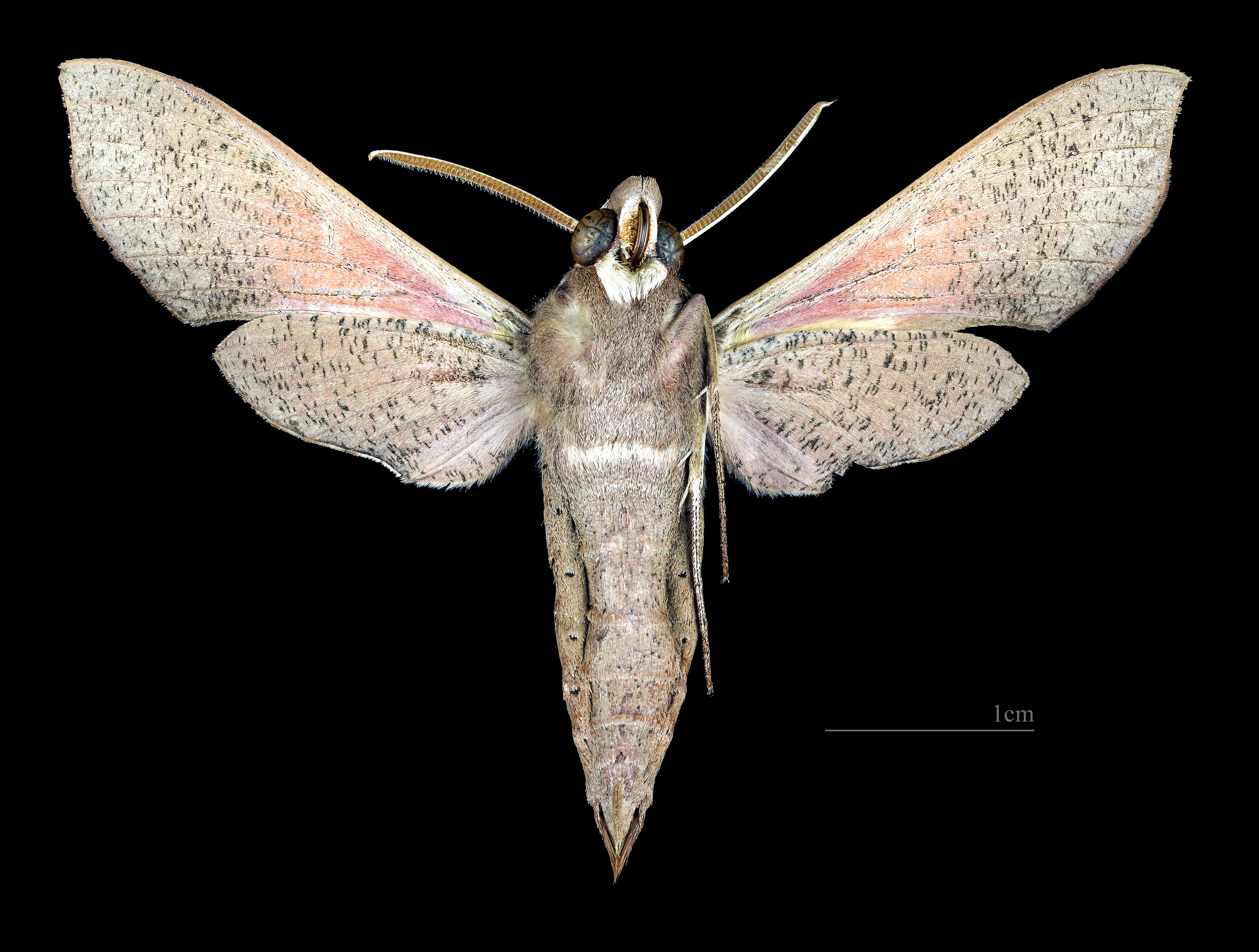
Hippotion scrofa ♂   △
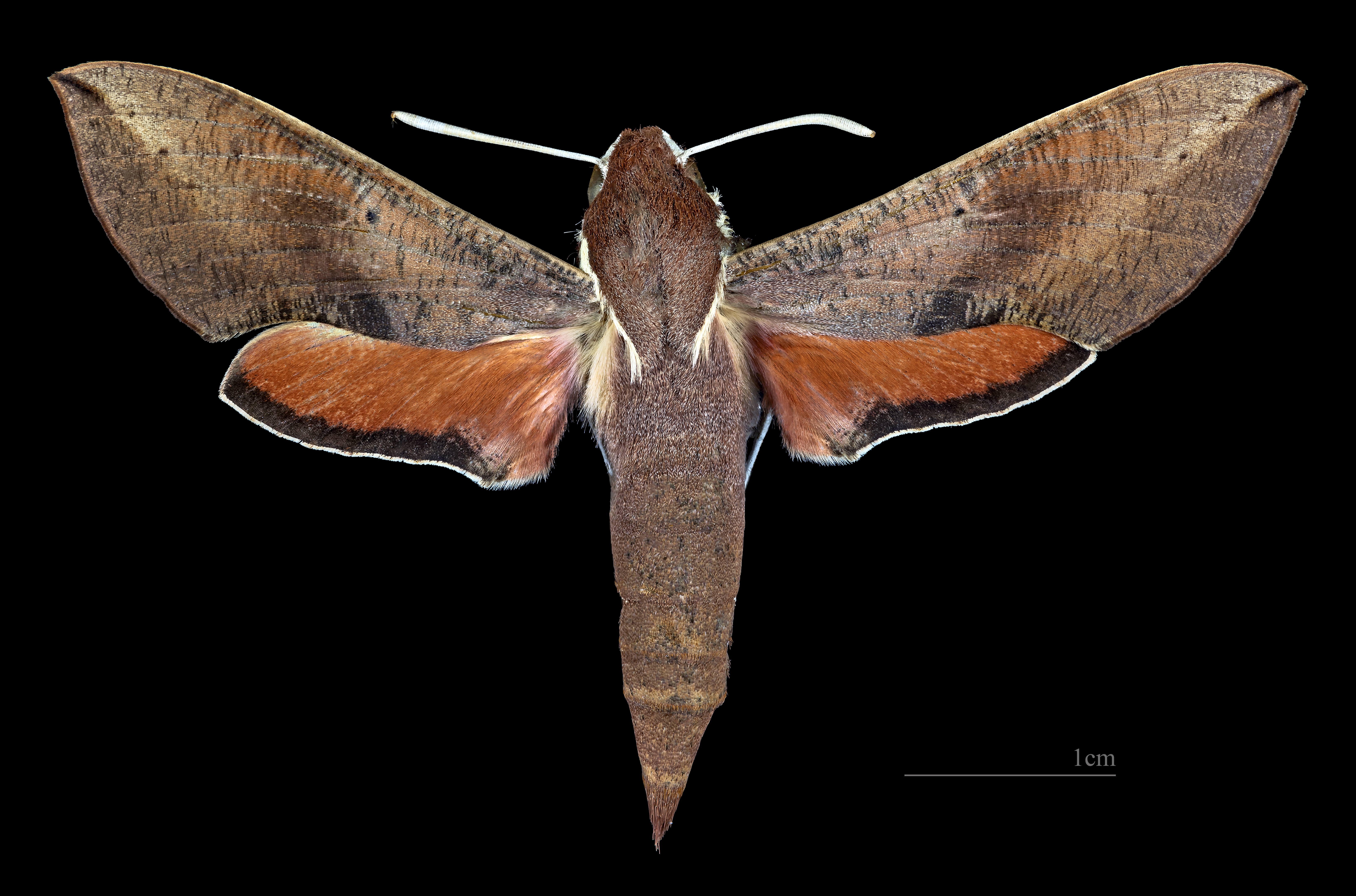
Hippotion scrofa  ♀
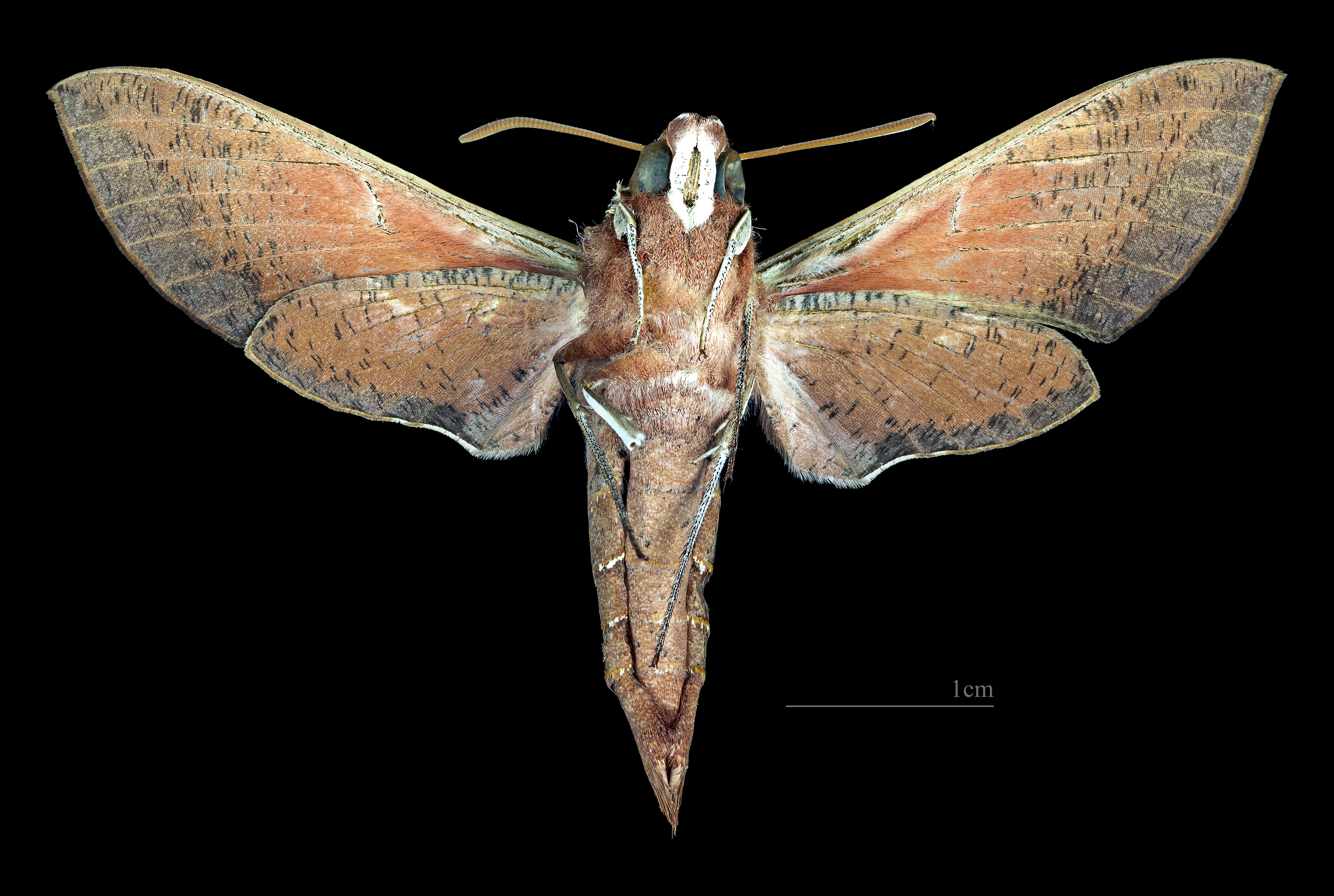
Hippotion scrofa  ♀ △